# Carlo Sommaruga
Pour les articles homonymes, voir Sommaruga.
Carlo Sommaruga, né le 8 juillet 1959 à Zurich (originaire de Lugano, binational italo-suisse), est un avocat et une personnalité politique suisse, membre du Parti socialiste.
Il est député du canton de Genève au Conseil national de décembre 2003 à décembre 2019, puis au Conseil des États.

## Biographie
Carlo Sommaruga naît à Zurich le 8 juillet 1959. Il est originaire de Lugano et possède également la nationalité italienne. Il est le fils de l'ancien diplomate suisse Cornelio Sommaruga ; la conseillère fédérale Simonetta Sommaruga est une cousine éloignée.
Il grandit à l'étranger, dans différentes grandes villes européennes où son père est affecté,. Après une maturité scientifique[réf. nécessaire] au Collège Saint-Michel à Fribourg et une année de voyage en Amérique du Sud, il s'installe définitivement à Genève en 1980, où il décroche une licence en droit à l'Université de Genève en 1983. Après une année à l'Institut universitaire d'études du développement, il obtient en 1989 son brevet d'avocat. Il est inscrit au Barreau de Genève.
Membre fondateur du squat étudiant de la rue Argand à Genève de 1980 à 1982, il commence sa carrière professionnelle au sein du Mouvement anti-apartheid de Suisse comme responsable de la campagne de boycott des banques impliquées en Afrique du Sud  de 1982 à 1984,. En 1984, il devient secrétaire syndical du Syndicat interprofessionnel de travailleurs, poste qu'il occupe jusqu'à son stage d'avocat de 1987 à 1989. Il devient ensuite avocat en 1990 au sein de la section genevoise de l’Association suisse des locataires (ASLOCA) avant de devenir secrétaire général de l’ASLOCA romande en 2005 et président de l'ASLOCA Suisse en novembre 2016, où il succède à Marina Carobbio Guscetti,. Il travaille en parallèle dans sa propre étude d'avocats depuis 2006,.
Il est père de quatre enfants.

## Parcours politique
Il adhère au Parti socialiste suisse en 1989.
Il siège au conseil municipal de Thônex de juin 1991 à janvier 2001 et le préside en 1997-1998. Il est ensuite brillamment élu au Grand Conseil du canton de Genève, où il siège de novembre 2001 à novembre 2003.
En février 2017, il annonce vouloir briguer l'investiture de son parti pour les élections au Conseil d'État genevois du printemps 2018.

### Conseiller national
Il est élu au Conseil national le 24 octobre 2003 et réélu à trois reprises, en 2007, 2011 et 2015. Il siège au sein de la Commission des affaires juridiques (CAJ) jusqu'en novembre 2013, de la Commission judiciaire (CJ) de mars 2007 à décembre 2015, de la Commission de politique extérieure (CPE), qu'il préside de novembre 2013 à décembre 2015, à partir de décembre 2007 et la Commission de la politique de sécurité (CPS) à partir de décembre 2015.
Il participe à de nombreuses délégations parlementaires à l'étranger en Europe, Afrique, Amérique latine et Asie[réf. nécessaire]. Il est l'un des premiers parlementaires[réf. nécessaire] à se rendre à Gaza dans les jours qui suivent l'opération militaire israélienne Plomb durci. Il se rend également à diverses reprises au Kurdistan turc et irakien[réf. nécessaire].

### Conseiller aux États
Candidat au Conseil des États lors des élections fédérales suisses de 2019, il est élu au deuxième tour avec Lisa Mazzone le 10 novembre 2019. Il est candidat avec la même colistière pour un nouveau mandat lors des élections de 2023 et réélu au second tour, arrivant en deuxième position (derrière le candidat MCG Mauro Poggia), avec un peu plus de 1 000 voix (46 423) que sa colistière non réélue (45 300).
Il est membre depuis 2019 de la CPE (commission de politique extérieure, dont il devient le vice-président en 2023), de la CAJ (commission des affaires juridiques) , qu'il préside en 2022-2023, de la Commission de gestion (CdG) et depuis 2023 de la commission de l'économie et des redevances.
Il est également membre de plusieurs délégations parlementaires (auprès de l'AELE /UE, de l'Assemblée parlementaire de la francophonie, pour le Parlement français jusqu’en 2023 et pour le Parlement italien depuis 2024)

## Autres mandats
Il préside l’Association suisse des locataires depuis 2016,  l’œuvre d'entraide Solidar Suisse depuis 2018et de l’organisation non gouvernementale emp'ACT de 2001 à 2006[source insuffisante] l’organisation non gouvernementale emp'ACT de 2001 à 2006[source insuffisante]

## Positionnement politique
Il est vu comme un socialiste traditionnel, clairement à la gauche du parti.
Il s'engage dans la lutte pour la démocratie et les droits de l'homme, notamment en Colombie, en Palestine et en Turquie[réf. nécessaire].
Il dépose en 2013 une initiative, auquel le Conseil national refuse de donner suite, pour accorder l'asile à ceux qui dénoncent les violations de l'État de droit, tels Edward Snowden et Julian Assange. La même année, il dénonce les agissements de l'agence de renseignement des États-Unis (NSA).